# Mahadevarahalli, Hassan
Mahadevarahalli là một làng thuộc tehsil Hassan, huyện Hassan, bang Karnataka, Ấn Độ.